# (33396) Vrindamadan
(33396) Vrindamadan est un astéroïde de la ceinture principale.

## Description
(33396) Vrindamadan est un astéroïde de la ceinture principale. Il fut découvert le 10 février 1999 à Socorro (Nouveau-Mexique) par le projet LINEAR. Il présente une orbite caractérisée par un demi-grand axe de 2,27 ua, une excentricité de 0,16 et une inclinaison de 8,1° par rapport à l'écliptique.